# Svetruck
Koordinaten: 56° 48′ 54″ N, 13° 54′ 55″ O
Svetruck AB ist ein 1977 von den Brüdern Holger und Sture Andersson im schwedischen Ljungby gegründetes Maschinenbauunternehmen. Svetruck stellt Gabelstapler her und ist europäischer Marktführer für Schwerlastförderfahrzeuge.

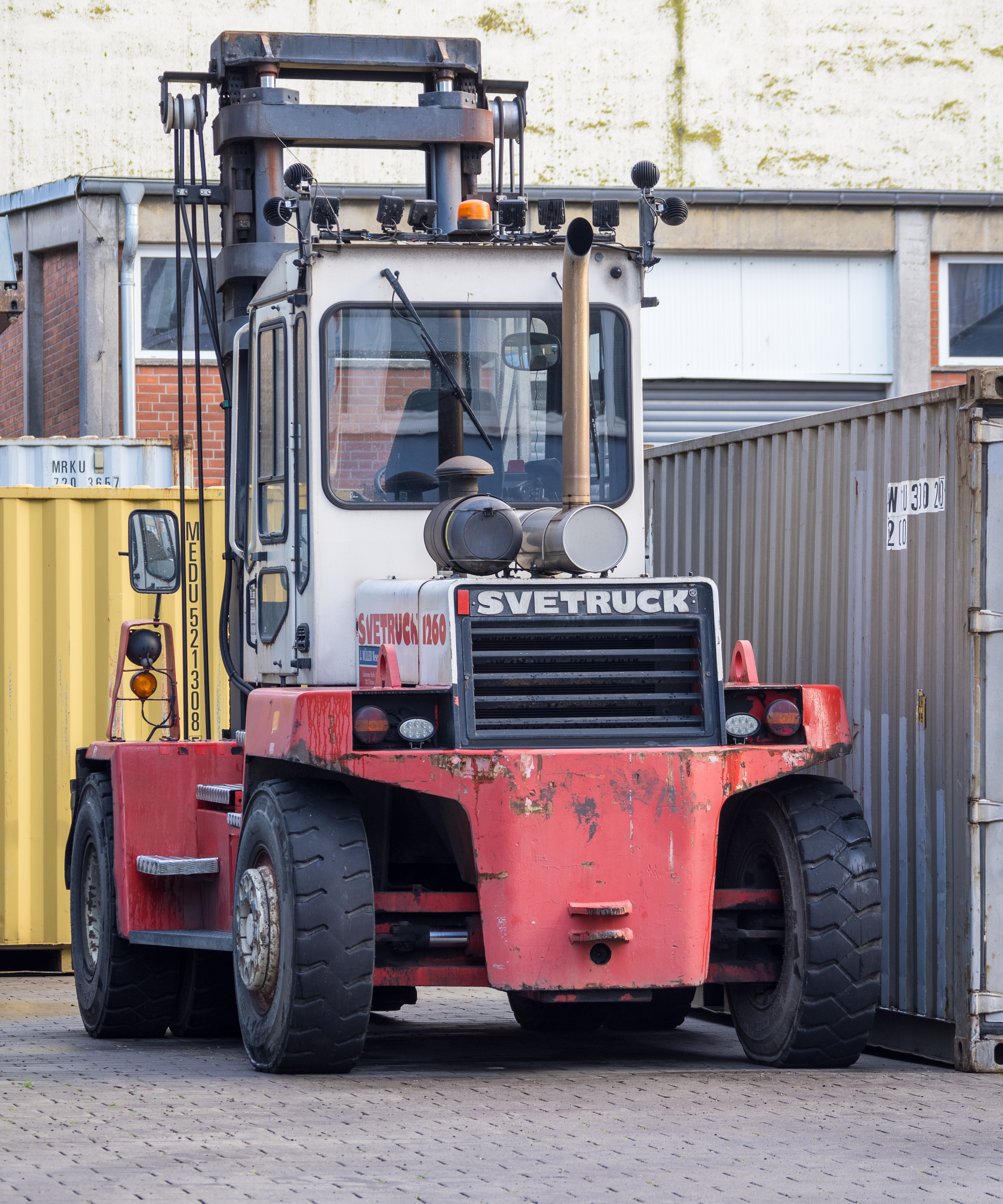
Svetruck 1260 Schwerlastgabelstapler

Die Hebekapazität der Svetruck-Schwerlaststapler hat ein Spektrum von 10 bis 52 Tonnen. Die drei Hauptproduktgruppen des Unternehmens sind Gabelstapler, Containerstapler und Holzhandhabungsgeräte. Einsatzgebiete der Stapler sind vor allem Häfen, die Holz- & Papierindustrie, sowie die Schwerlastindustrie (darunter z. B. Stahl- und Aluminiumwerke). Alle Svetruck-Stapler werden von Volvo-, Cummins- oder Scania-Dieselmotoren angetrieben.
Svetruck AB hat Niederlassungen in Schweden, Deutschland, Belgien, Niederlande, Norwegen und den USA. Weiterhin gibt es Agenturen und Repräsentanzen in weiteren 50 Ländern. Die deutsche Niederlassung von Svetruck befindet sich in Hamburg.
Ein Mitbewerber ist das finnische Unternehmen Cargotec, welches im Bereich der Schwerlaststapler unter dem Markennamen KALMAR auftritt.